# Battaglia di Filippopoli (1208)
La battaglia di Filippopoli o battaglia di Plovdiv (bulgaro: Битка при Пловдив), ebbe luogo il 30 giugno del 1208 nei dintorni di Filippopoli (odierna Plovdiv, Bulgaria), e vide i Crociati dell'impero latino sconfiggere gli eserciti dell'impero bulgaro.

## Origini del conflitto
Dopo il sacco di Costantinopoli, capitale dell'impero bizantino, perpetrato dagli eserciti della quarta crociata nel 1204, i Crociati avevano fondato un nuovo impero sui territori occidentali dell'impero spezzettato a seguito del sacco, ovvero l'impero latino, che lottava contro il despotato d'Epiro in Europa e l'impero di Nicea in Asia Minore. Il suo imperatore Baldovino I aveva rifiutato la richiesta di un trattato di pace da parte dell'imperatore bulgaro Kalojan. Nella battaglia di Adrianopoli del 1205, l'esercito crociato fu distrutto dai bulgari, e il loro comandante, il re Baldovino I, fu preso prigioniero; sarebbe morto come tale a Tarnovo.
Kaloyan fu però assassinato durante l'assedio di Tessalonica due anni dopo, nel 1207, per merito di suo cugino Boril, che gli succedete al trono; fu però costretto a vedersela con Ivan Asen II, legittimo erede al trono pur essendo allora ancora giovane, e questo diede tempo all'impero latino di riorganizzarsi.

## Battaglia
Nell'estate del 1208, Boril, ritenendo la situazione intestina in Bulgaria ormai stabile, si rivolse alle questioni estere, e premette per continuare la guerra contro i Latini; li sconfisse a Beroia, vicino all'odierna Stara Zagora. Ringalluzzito dalla vittoria, Boril marciò a sud e incontrò il grosso dell'esercito latino. I due eserciti erano numericamente equivalenti: Boril possedeva tra i 27 000 e i 30 000 uomini, di cui 7000 cavalieri cumani, decisivi per la vittoria ad Adrianopoli, mentre i Latini, guidati dall'imperatore Enrico di Fiandra, contavano anch'essi 30 000 combattenti, tra cui molte centinaia di cavalieri.
Boril provò a usare la stessa tattica usata da Kaloyan ad Adrianopoli, nella quale gli arcieri a cavallo infastidirono i Crociati nel tentativo di attirarli verso le file dei soldati bulgari. Ma i cavalieri, che avevano imparato la lezione, optarono invece per organizzare una trappola in modo da attaccare direttamente lo zar bulgaro, che aveva solo 1 600 uomini al suo seguito; incapace di reggere l'assalto, si ritirò e ordinò al resto del suo esercito di fare lo stesso. Consci che il nemico non li avrebbe inseguiti nelle montagne, i Bulgari si ritirarono in uno dei passaggi orientali dei Monti Balcani, in Turia. I Crociati che inseguirono i Bulgari furono attaccati in una collina nei pressi dell'odierno villaggio di Zelenikovo dalla retroguardia bulgara, e furono amaramente sconfitti. Il resto dell'esercito latino, però, aveva seguito a ruota i cavalieri crociati, e la battaglia continuò finché i Bulgari si ritirarono di nuovo, stavolta a nord, dopo che il grosso del loro esercito aveva attraversato le montagne, mentre i Crociati si ritirarono a Filippopoli.

## Conseguenze
La vittoria decisiva latina, pur non concludendo la guerra che continuò l'anno seguente, tolse all'energico e persistente ogni possibilità di vittoria. Nel 1209, l'imperatore Enrico ottenne la resa di Alexius Slav, sovrano del territorio dei Monti Rodopi, e gli diede in mano sua figlia. Boril rispose alleandosi con suo fratello Strez, sovrano del Prosek, il quale aveva ricevuto il nobile titolo di sevastokrator e il diritto di governare a piacimento le sue terre. Nel 1211, i Bulgari si allearono con i Niceani, ma non bastò a prendere Costantinopoli, e ciò obbligò Boril a firmare una pace con i Latini, siglata dal matrimonio tra l'imperatore Enrico e Maria di Bulgaria, la figlia di Kaloyan.